# 列寧廣場站
列寧廣場站（羅馬化：Ploshchad Lenina）是聖彼得堡地鐵基洛夫－維堡線的一個車站，開通於1958年6月1日。車站名稱取自於列寧廣場。在早期計劃時，該站曾計劃名為芬蘭站。列寧廣場站的深度達67米。

## 外部連結
- [Lenin Square]. MetroWalks.   [2016-03-02]. （原始内容存档于2006-05-23） （俄语）.
- . Kommet.spb.ru.   [2016年3月2日]. （原始内容存档于2005年3月25日） （俄语）.